# 熨斗壩遺址
熨斗壩遺址位於重慶市彭水縣保家鎮三江村五社，文物遺址年代為商周，2009年12月15日列為第二批重慶市文物保護單位。